# Mistrzostwa Świata w Narciarstwie Klasycznym 1935
Mistrzostwa Świata w Narciarstwie Klasycznym 1935 miały miejsce w dniach 13 – 18 lutego 1935 w czechosłowackiej miejscowości Wysokie Tatry.

## Biegi narciarskie
| Konkurencja        | Data           | Złoto                                                                   | Srebro                                                                       | Brąz                                                                            |
| ------------------ | -------------- | ----------------------------------------------------------------------- | ---------------------------------------------------------------------------- | ------------------------------------------------------------------------------- |
| 18 km              | 15 lutego 1935 | Klaes Karppinen                                                         | Oddbjørn Hagen                                                               | Olaf Hoffsbakken                                                                |
| 50 km              | 17 lutego 1935 | Nils-Joel Englund                                                       | Klaes Karppinen                                                              | Trygve Brodahl                                                                  |
| Sztafeta 4 × 10 km | 18 lutego 1935 | Finlandia Mikko Husu · Klaes Karppinen · Väinö Liikkanen · Sulo Nurmela | Norwegia Sverre Brodahl · Bjarne Iversen · Olaf Hoffsbakken · Oddbjørn Hagen | Szwecja Halvar Moritz · Erik August Larsson · Martin Matsbo · Nils-Joel Englund |

## Kombinacja norweska
| Konkurencja         | Data           | Złoto          | Srebro        | Brąz         |
| ------------------- | -------------- | -------------- | ------------- | ------------ |
| Zawody indywidualne | 13 lutego 1935 | Oddbjørn Hagen | Lauri Valonen | Willy Bogner |

## Skoki narciarskie
| Konkurencja                   | Data           | Złoto       | Srebro          | Brąz         |
| ----------------------------- | -------------- | ----------- | --------------- | ------------ |
| Duża skocznia – indywidualnie | 13 lutego 1935 | Birger Ruud | Reidar Andersen | Alf Andersen |

Czwarte miejsce zajął reprezentant Polski, Stanisław Marusarz.

## Klasyfikacja medalowa
| Pozycja | Państwo    | Złoto | Srebro | Brąz | Razem |
| ------- | ---------- | ----- | ------ | ---- | ----- |
| 1       | Norwegia   | 2     | 3      | 3    | 8     |
| 2       | Finlandia  | 2     | 2      | 0    | 4     |
| 3       | Szwecja    | 1     | 0      | 1    | 2     |
| 4       | III Rzesza | 0     | 0      | 1    | 1     |